# Hosoi Kōtaku

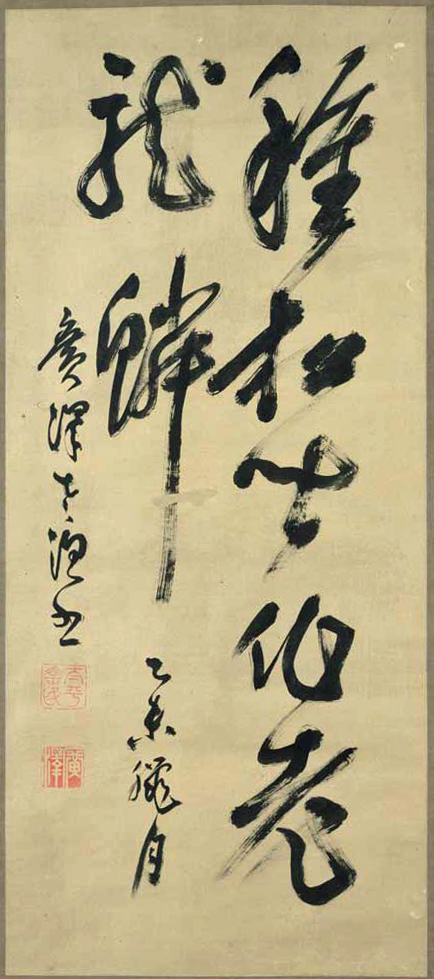

Hosoi Kōtaku (japanisch 細井 廣澤, Vorname eigentlich Tomochika; geboren 3. November 1658 in der Provinz Tōtōmi; gestorben 4. Februar 1736) war ein japanischer Konfuzianist, Kalligraph und Stempelschneider.

## Leben und Wirken
Hosoi Kōtaku verließ als junger Mann seine Heimatprovinz und ging nach Edo. Dort studierte er Konfuzianismus der Cheng-Zhu-Schule unter Sakai Hakugen (坂井 伯元; 1630–1703) und Hayashi Hōkō (林 鳳岡; 1645–1732), daneben Kalligraphie unter Kitajima Setsuzan (北島 雪山; 1637–1698).
Später wirkte Hosoi als Mitarbeiter und Berater von Yanagisawa Yoshiyasu auf dem Gebiet der Feuerwaffen. Im Mai 1702 geriet er in Verdacht, den berühmten Fechter Shishiō (獅子王) zu Matsudaira Ukyōdaiō (松平 右京大夫) gebracht zu haben. Nachdem er sich einige Zeit zurückgezogen hatte, arbeitete er etwa ein Jahr in Fukagawa für den Mito-Han während der Hōei-Ära (1704–1711) mit an den Annotationen zum Man’yōshū. 1714 übernahm er nach Yanagisawa Yoshiyasus Tod die Leitung der Familie Yanagisawa. Während er dann sein Leben ohne feste Anstellung fortsetzte, benutzte er oft Pinsel und Griffel für Arbeiten für das Shogunat.
Hosoi zeichnete sich auch durch Kampfkunst aus. Horibe Taketsune (堀部 武庸), einer der 47 Rōnin, war einer seiner besten Freunde. Und so soll er die ganze Nacht vom Dach aus die Situation beobachtet haben, als die Rōnin aus Rache für ihren Herrn den Hofbeamten Kira Yoshinaka überfielen. Im literarischen Bereich schrieb er u. a. Gedichte über das Freudenviertel Yoshiwara, und selbst während der Blütezeit von Ogyū Sorai war er auf diesem Gebiet nicht viel schlechter.
Also breit talentiert war Hosoi ein hervorragender Stempelschneider, kannte sich aus in Astronomie, Mathematik, Malerei und Poetik, widmete sich dann aber vor allem der Kalligraphie.
Hosoi publizierte eine Reihe von Holzschnitt-Büchern zu Kalligraphie, mit sehr poetischen Titeln, unter denen das bedeutendste „Shibi jiyō“ (紫薇字様) – etwa „Zeichen in Purpurblumenfarbe“ – ist. Weitere Schriften sind „Shoryō shūenjōju-ki“ (諸陵周垣成就記), „Kishōdō hitsujo“ (奇勝堂筆余), „Hitsuhō shakumei“ (筆法釈名), „Hiden chiiki zuhō daizensho“ (秘伝地域図法大全書) aus dem Jahr 1717, „Kanga hyakutan“ (観鵞百譚) und „Kibun fusaishu“ (奇文不載酒).
Seine kühnen und starken Kalligraphien sind in großen und kleinen Formaten überliefert. Zu seinen Schülern gehören Hirabayashi Atsunobu (平林 惇信), Seki Shikyō (関 思恭; 1697–1760), Mitsui Shinna (三井 親和; 1700–1787) und andere.

## Abbildungen (von rechts zu lesen)

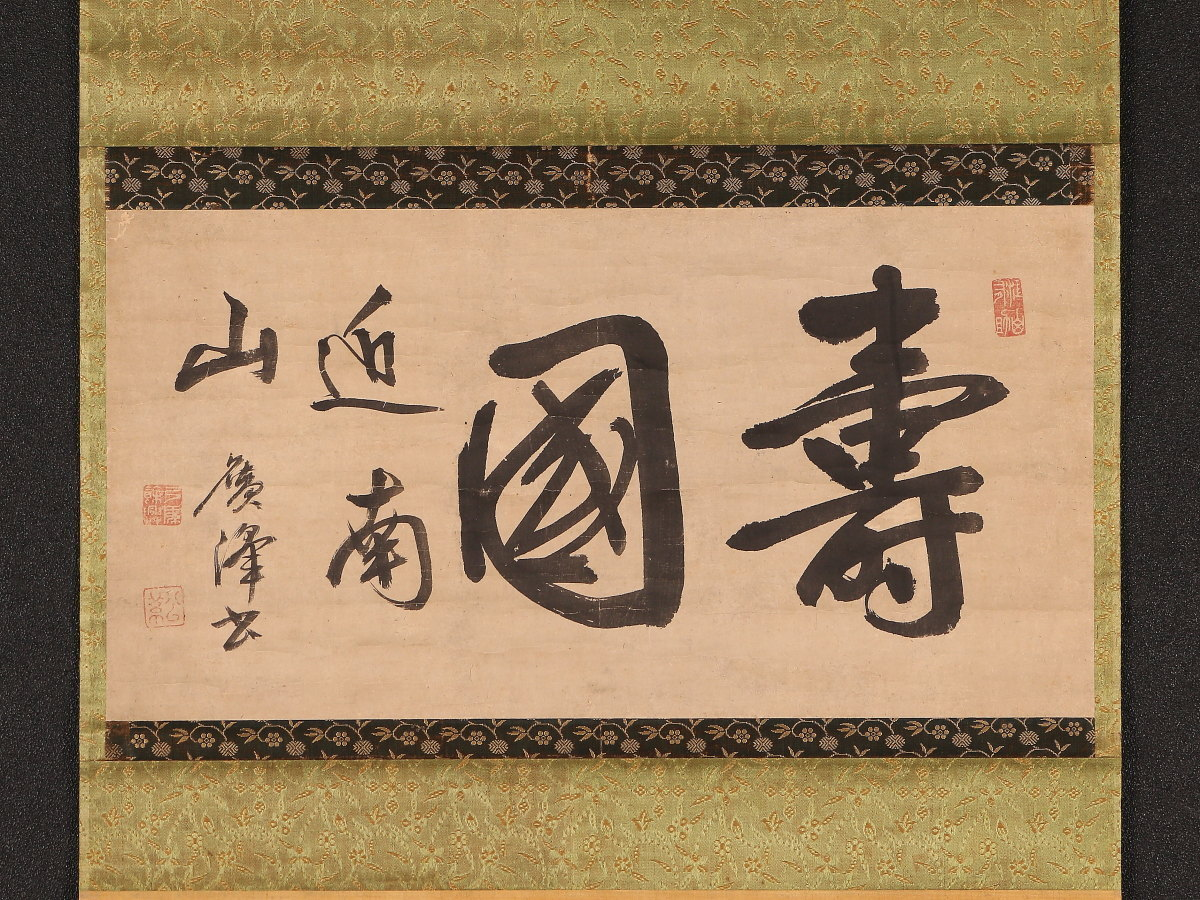
図壽 = „Kotobuki – Glück“-Zeichnung
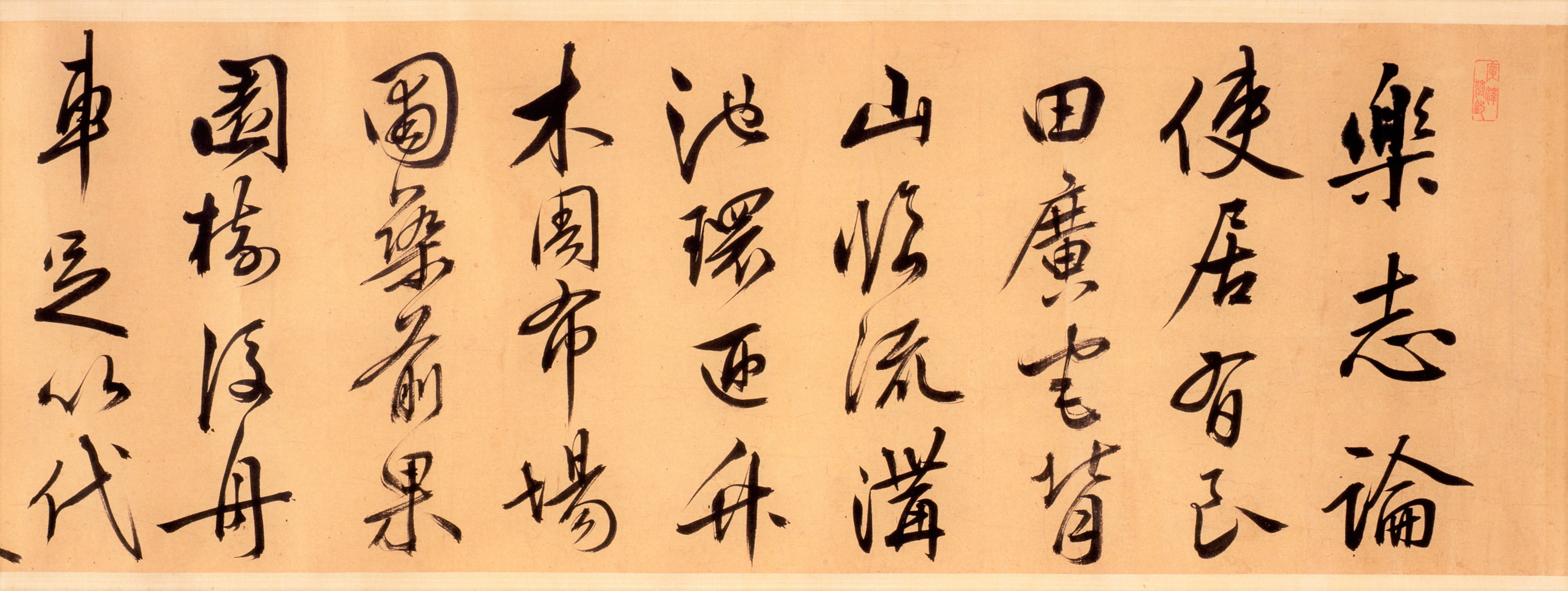
Beginn des „Rakushirin“[A 1]
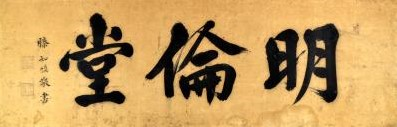
Meirindō[A 2]